# Missionários dos Pobres
Os Missionários dos Pobres (MOP) é uma organização internacional Católica Romana monástica de Irmãos dedicados a "Serviço da Alegria com Cristo na Cruz" para servir os mais pobres. Ele foi iniciado em 1981 , O Honorável Pai Richard Ho Lung, O. J. em Kingston, Jamaica, e agora, com mais de 550 irmãos de 13 países.

## Descrição
A sua sede é em Kingston, na Jamaica, onde mantêm seis missões de casas para pessoas carentes, incluindo abandonados, doentes, deficientes, ou de morte de homens, mulheres, bebês e crianças. Eles também operam na Índia (Andhra Pradesh e Orissa), Filipinas (Naga e Cebu), Haiti (Cabo Haitiano e Porto Príncepe), Uganda (Kampala), Quênia (Nairobi) e Estados Unidos (Monroe). a missão é uma tarefa a ser estabelecida na Indonésia.
Uma das características mais marcantes da vida e obra da MOP é o premiado estilo de música Cristã que eles produzem. A maioria das canções são escritas pelo Pai Ho Lung e executada pelo Pai Ho Lung & Friends.
Os irmãos, deram todos os pertences pessoais, para fazer votos de pobreza, castidade e obediência. Tudo é feito em comunidade, incluindo comer, dormir e viajar. Todas as suas atividades de vida diária gira em torno de oração, serviço e adoração. Mais do que apenas dar ajuda com alimentos, roupas e abrigo, os Missionários dos Pobres são dedicados para a edificação da Igreja e a propagação da Fé. Dedicados ao Santo Rosário, eles usam as esferas em sua cintura e eles estavam presentes na festa do Santo Rosário , em 1997, que a Santa sé reconheceu-as como comunidade religiosa. Em novembro de 2014, o Vaticano elevou o MOP e um Instituto de Direito Pontifício.
Ho Lung deixou o cargo de líder do MOP em 2014, com o Irmão Augusto Silot sucedendo-lhe.